# 中国矿产资源
| 名称         | 储量         |
| ------------ | ------------ |
| 石油         | 38.06亿吨    |
| 天然气       | 6.57万亿立方 |
| 煤炭         | 2070.12亿吨  |
| 铁矿矿石     | 162.46亿吨   |
| 锰矿石       | 27561.45万吨 |
| 铬矿石       | 279.47万吨   |
| 钒矿石       | 734.39万吨   |
| 原生钛铁矿石 | 23295万吨    |

中国矿产资源门类比较丰富，已发现矿产171种，探明储量的有158种，其中石油、天然气、煤、铀、地热等能源矿产10种，铁、锰、铜、铝、铅、锌等金属矿产54种，石墨、磷、硫、钾盐等非金属矿产91种，地下水、矿泉水等水气矿产3种。

## 优势特点
中国矿产资源分布的主要特点是，地区分布不均匀。如铁主要分布于辽宁、冀东和川西，西北很少；煤主要分布在华北、西北、东北和西南区，其中山西、内蒙古、新疆等省区最为集中，而东南沿海各省则很少。这种分布不均匀的状况，使一些矿产具有相当的集中，如钨矿，在19个省区均有分布，储量主要集中在湘东南、赣南、粤北、闽西和桂东—桂中。
中国部分矿种储量居世界前茅，其中钨、锑、稀土、钼、钒和钛等的探明储量居世界首位，煤、铁、铅锌、铜、银、汞、锡、镍、磷灰石、石棉等的储量均居世界前列，但人均为世界人均占有量的58%，居世界第53位。
- 具有世界性优势的矿产有稀土、钨、锡、钼、锑、菱镁矿、萤石、重晶石、膨润土、石墨、滑石、芒硝、石膏等矿产，探明储量可观，开发利用条件好，在国际市场具有明显的优势和较强的竞争能力。
- 具有区域性优势的矿产有煤、铌、铍、汞、硫、磷、萤石、滑石、石棉等9种，其探明储量居世界前茅。
- 具有潜在优势的矿产有锌、铝土矿、钒、珍珠岩、高岭土、耐火粘土等。

## 油气资源
石油和天然气是重要能源矿产，主要分布在盆地及平原地带。1949年，中国年产原油12万吨。建国后，中国陆续发现了300多个含油气盆地，1400多个储油气构造。目前中国内地石油及天然气的主产区集中在：
- 东北地区的大庆油田、松原油田、辽河油田，
- 华北地区的华北油田、大港油田、胜利油田、中原油田，
- 西北地区的长庆油田、塔里木油田、克拉玛依油田，
- 西南地区的油田则主要分布在四川省，
- 沿海地区的石油天然气开采集中于渤海油田、东海和南海相关地区。

中国已形成东部、西部、海上和南方10省自治区四大石油勘探开发区，进入世界主要产油国行列。1993年，探明石油蕴藏量27—30亿吨，90年代以来的年开采量平均为1.4亿吨，1995年中国原油产量达到1.49亿吨。